# VV Gersloot
VV Gersloot (Fries: Fuotbalferiening Gersleat) is een amateurvoetbalvereniging uit Gersloot, gemeente Heerenveen, provincie Friesland, Nederland.

## Geschiedenis
De club werd opgericht op 1 oktober 1934. In 2019 was VV Gersloot de kleinste voetbalvereniging van Nederland, met 22 leden en één elftal.

## Accommodatie
De thuiswedstrijden worden gespeeld op 'sportpark Gersloot' aan de Tijnjeweg dat één veld omvat. Het dorpslokaal annex kroeg “It Ferlof” van Bouma, tegenover het terrein, deed 68 jaar lang dienst als kantine, en tot 1976 ook als kleedkamer. In 1976 werden er bij het veld enkele verkleedhokjes gebouwd die in 2018 werden vervangen door een nieuw gebouw.

## Eerste elftal
Het eerste elftal, dat in de Reserve klasse zondag van het KNVB-district Noord speelt, kwam nog nooit in het standaardvoetbal uit.

## Damesvoetbal
In 2020 verdubbelde het aantal leden, toen VV Gersloot een damesteam op de been kreeg. Het team speelt in de regionale ‘dames dorpencompetitie’. waarin het in 2020/’21 als 8e eindigde.